# یانا تیمه
یانا تیمه (آلمانی: Jana Thieme؛ زادهٔ ۶ ژوئیه ۱۹۷۰) قایقران روئینگ اهل آلمان بود.
وی در مسابقات کشوری و بین‌المللی در مجموع برندهٔ ۶ مدال طلا، ۱ مدال برنز شده‌است.